# 17268 Yasonik
17268 Yasonik este o planetă minoră (asteroid), cu un diametru de 4,735 km, din centura de asteroizi. A fost descoperită pe 29 mai 2000 la Magdalena Ridge Observatory⁠(d) de Lincoln Near-Earth Asteroid Research. 
Obiectul prezintă o orbită caracterizată de o semiaxă mare de 2,7948864 UAi, o excentricitate de 0,01, o înclinație de 2,81006 ° în raport cu ecliptica.